# Jean Fouquet

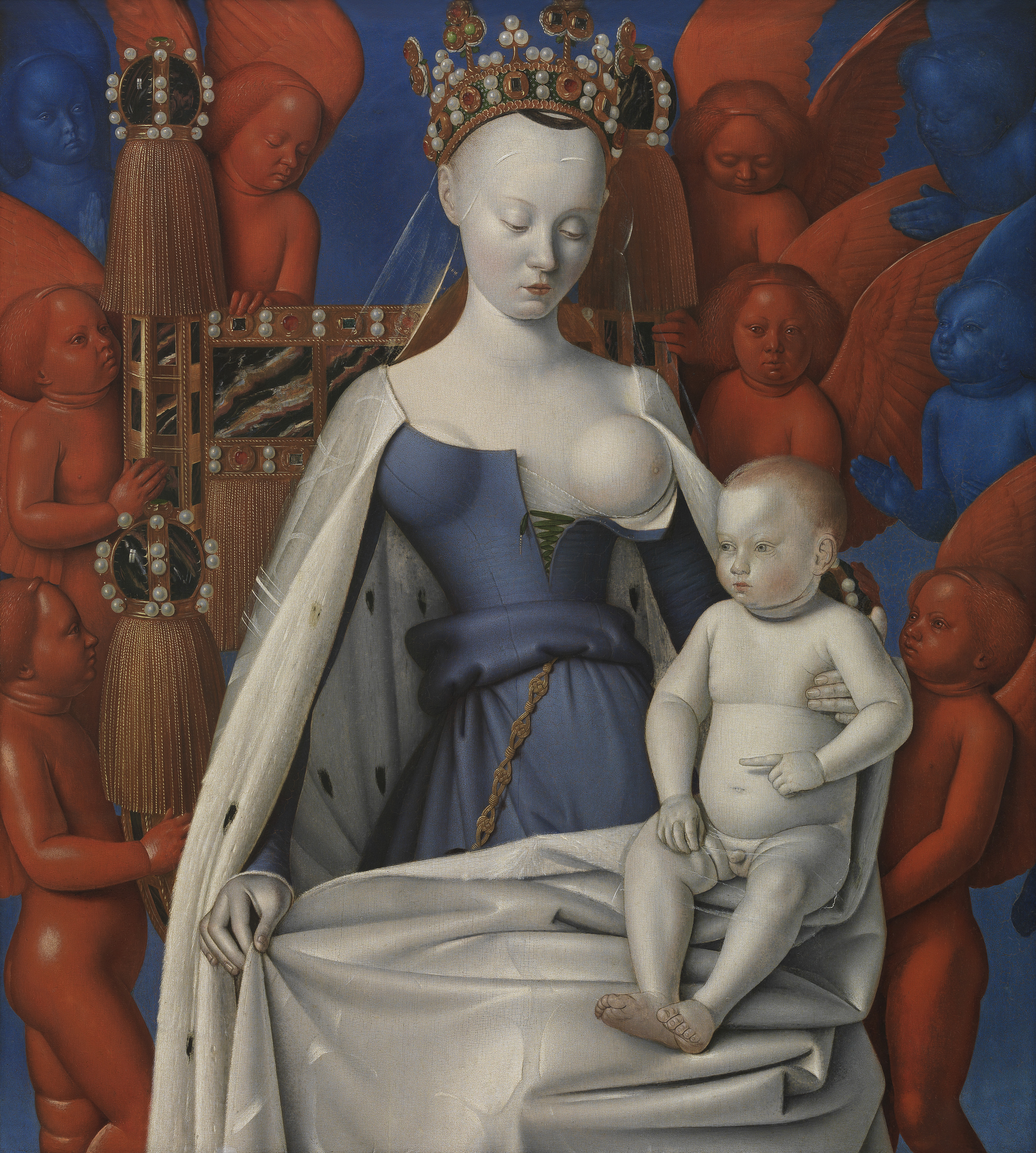
Jean Fouquet – Madonnan och Barnet omgivna av änglar (cirka 1450)

Jean Fouquet, född cirka 1420 i Tours, död 1480 eller 1481, var en fransk målare.

## Liv
Jean Fouquet föddes i Tours. Som ung kom han i kontakt med det franska hovet i Paris och målade bland annat ett portträtt av Karl VII. Fouquet besökte Italien före 1447, där han på 1440-talet målade ett porträtt av påven Eugenius IV. Han tog här tydligt intryck av Fra Angelico. Idag finns dock bara mycket äldre kopior av detta kvar. Han blev senare, efter hemkomsten till Frankrike, hovmålare åt Ludvig XI.
Sin främsta berömmelse vann han som miniatyrmålare. Förutom hans porträtt av Karl VII märks en porträtt av Jouvenel des Ursins. Som Fouquets främsta porträtt brukar nämnas den så kallade Melundiptyken, som föreställer Étienne Chevalier och hans skyddspatron S:t Étienne, tillbedjande madonnan. Den franska andan i Fouquets konst kommer till sysens av den världsligt uppfattade madonnan, som enligt traditionen bär Agnes Sorels drag. Av hans illustrationsverk märks främst Boccaccio i Münchner Staatsbibliothek och Étienne Chevaliers bönbok i Chantilly.

## Verk
Fouquet verkade i en stil som var starkt påverkad av italiensk renässans och flamländsk realism. Karaktärsskildringen och den tekniska briljansen i hans porträtt av människor vid det franska hovet överträffade alla andra under hans samtid, och hans måleri brukar sägas förebåda det franska måleriet under de följande seklerna.